# Обрежа-Ноуе
Обрежа-Ноуе (рум. Obreja Nouă) — село у Фалештському районі Молдови. Входить до складу комуни, адміністративним центром якої є село Обрежа-Веке.

## Населення
За даними перепису населення 2004 року у селі проживала 841 особа.
Національний склад населення села:
| Національність | Кількість осіб | Відсоток |
| -------------- | -------------- | -------- |
| молдавани      | 420            | 49,9%    |
| українці       | 396            | 47,1%    |
| росіяни        | 25             | 3,0%     |
| Всього         | 841            | 100%     |